# Beneško gledališče
Beneško gledališče je slovensko dramsko društvo, ki je uradno nastalo 24. januarja 1976 v Čedadu.
V Benečiji so se v sedemdesetih letih prejšnjega stoletja Slovenci začeli organizirati, da ne bi njihovo posebno slovensko narečje popolnoma izginilo in šlo v pozabo. Ustvarjali so pevske zbore in kulturna društva. Za gledališke predstave je prihajalo v Benečijo SSG - Slovensko stalno gledališče iz Trsta, a igre so bile vse v slovenskem knjižnem jeziku, ki ga je le malo benečanov poznalo. Med kulturnimi delavci je nastala zamisel, da bi bilo treba pripraviti gledališke igre v beneškem narečju. Župnik Mario Laurencig je imel veliko ljubezen do gIedališča in je večkrat pripravljal kakšen dramski prizorček z otroki za božič ali miklavževanje, tako, ko so ga vprašali, če bi se dalo ustanoviti eno dramsko beneško skupino je bil hitro navdušen. Stopili so v stik z SSG-jem in takratnim predsednikom Filibertom Benedetičem, ki je obljubil pomoč in res so pripravili statut za novo društvo in dobili strokovno in drugo pomoč pri tehničnih zadevah. Iz Trsta so tudi poslali prvega režiserja Beneškega gledališča, saj je Adrijan Rustja poskrbel tudi za prve kostume, scenografije, za zavese, luči in vse kar je potrebno za gledališke predstave. Prvi nastop na Dnevu emigranta v Čedadu (igra “Beneška ojcet”, ki jo je napisal Izidor Predan) je skupini prinesel velik uspeh pri slovenskih ljudeh po Benečiji. Vendar se je maja leta 1976 zgodil veliki potres v Furlaniji Julijski krajini, tako da je delovanje novonastalega dramskega društva bilo na začetku zelo okrnjeno. A navdušenje je bilo veliko in skupina je stalno rasla, odigrali so ogromno iger, gostovali so po celotni Benečiji, po tržaških in goriških društvih v zamejstvu, hodili so po svetu do beneških emigrantov, na Koroško in v matično domovino Slovenijo. Igralci nastopajo v slovenskem beneškem narečju, igrajo ob najrazličnejših priložnostih (dan žena, dan emigranta, razni prazniki).
Beneško gledališče je prejelo tudi mnogo priznanj in nagrad. Redno je sodelovalo na Zamejskem festivalu amaterskih dramskih skupin v Mavhinjah, kjer se je vedno odlično izkazalo.
Beneško gledališče pripravlja tudi radijske oddaje na Radiu Trst A, sodeluje tudi v okviru radijske oddaje “Nediški zvon’’.